# Lech Rudziński
Lech Stanisław Rudziński (ur. 12 lutego 1947 w Kętrzynie) – polski inżynier, nauczyciel akademicki, profesor nadzwyczajny Politechniki Świętokrzyskiej, w latach 1987–1993 prorektor tej uczelni.

## Życiorys
Absolwent Liceum Ogólnokształcącego im. Wojciecha Kętrzyńskiego w Kętrzynie (1964). W 1969 ukończył studia z zakresu budownictwa lądowego na Wydziale Inżynierii Budowlanej Politechniki Warszawskiej. Doktoryzował się w 1976 na Wydziale Inżynierii Lądowej uczelni macierzystej w oparciu o rozprawę zatytułowną Analiza drgań wymuszonych mieszanki betonowej. Stopień naukowy doktora habilitowanego uzyskał w 1984 na Wydziale Budownictwa Lądowego Politechniki Gdańskiej.
W latach 1969–1972 był nauczycielem przedmiotów zawodowych w Technikum Budowlanym w Olsztynie. W latach 1975–1977 pracował w przedsiębiorstwach z branży budowlanej w Olsztynie i Morągu (jako specjalista i główny specjalista). W 1977 podjął pracę na Politechnice Świętokrzyskiej, na której w 1990 objął stanowisko profesora nadzwyczajnego. W latach 1981–1984 był zastępcą dyrektora Instytutu Technologii i Organizacji Budownictwa, następnie pełnił funkcję prodziekana Wydziału Budownictwa Lądowego PŚk (1984–1987), natomiast od 1987 do 1993 był prorektorem uczelni. W latach 1988–2006 kierował na PŚk jednym zakładem oraz dwoma samodzielnymi zakładami. W latach 2007–2012 kierował Katedrą Technologii i Organizacji Budownictwa.
Odbył staże w Bułgarskiej Akademii Nauk (1980), Université de Liège (1982) oraz University of Liverpool (1986). Jego zainteresowania naukowe obejmują technologię i mechanikę betonu, reologię układów dyspersyjnych oraz remonty budowli. Opublikował kilkadziesiąt artykułów naukowych, napisał książkę pt. Przykłady obliczeń wybranych konstrukcji drewnianych (wraz z Andrzejem Kronerem) i skrypty pt. Konstrukcje murowe. Remonty i wzmocnienia; Konstrukcje drewniane. Naprawy, wzmocnienia, przykłady obliczeń; Przykłady obliczeń wybranych elementów konstrukcji w niewysokich obiektach murowanych.
W 2002, za wybitne zasługi w pracy naukowej i dydaktycznej, został odznaczony Krzyżem Kawalerskim Orderu Odrodzenia Polski.